# 함흥경기장
함흥경기장(咸興競技場)은 조선민주주의인민공화국 함경남도 함흥시에 위치한 종합경기장이다. 주로 축구 경기에 경기장이 사용되며, 35,000명의 관중을 수용 가능하다.